# Це розлучення!
Це розлучення! — комедійний фільм 2009 року.

## Сюжет
Дізнавшись, що чоловік полюбив іншу і летить у Париж, Луїза вирішила його не відпускати, зв'язавши чоловіка скотчем. Спроби згадати все хороше, що було в їх спільному житті, не увінчалися успіхом. Намагаючись вибратися з ув'язнення, невірний чоловік привернув увагу злодія. Ось тільки зрадник грабіжникові не товариш. Незабаром Луїза з чоловіком і його коханкою опиняться в заручниках у цілої банди.